# Jost Hermann Glandorf
Pour les articles homonymes, voir Glandorf.
Jost Hermann Glandorf est un orfèvre germano-balte originaire de Mitau (aujourd'hui Jelgava en Lettonie), actif entre 1724 et 1746.

## Biographie
Jost Hermann Glandorf mentionné pour la première fois en 1718 comme compagnon orfèvre et père d'une fille naturelle.
Figure comme « maitre » dans l'office des orfèvres en 1724, chef de guilde en 1741. Il est mentionné comme parrain en 1737 et 1738. Cinq apprentis de son atelier sont documentés, dont certains  comme orfèvres dans d'autres lieux ; dernière mention en 1759.
Il est le principal orfèvre à Mitau dans le deuxième quart du XVIIIe siècle, représentant du baroque tardif en Curlande. Ses œuvres, vaisselle de table ou d'église en argent, sont caractérisées par des formes pures presque sans ornementations. On connaît une quinzaine d'objets, parmi lesquels des calices à couvercle ornés de blasons ;  certains n'existent plus que par leur description. Un gobelet de mariage en argent a été mis en vente en 2004. Un catalogue d'exposition de 1903 mentionne :
1. Un sac à offrandes en argent avec le blason des familles Firks et Behr, possession de l'église luthérienne de Lesten en Curlande (catalogue de l'exposition héraldique de Mitau 1903, n° 1708)
2. Un calice à couvercle en argent, en partie doré avec blason des époux Diston-Windhorst, daté 1746 ; possession de Mlle Diston à Mitau (catalogue de l'exposition héraldique de Mitau 1903, n° 1711)